# Peter Jürgen Dahm
Peter Jürgen Dahm (*  zweite Hälfte des 19. Jahrhunderts; † erste Hälfte des 20. Jahrhunderts) war ein deutscher Landschaftsmaler des Spätimpressionismus.

## Leben

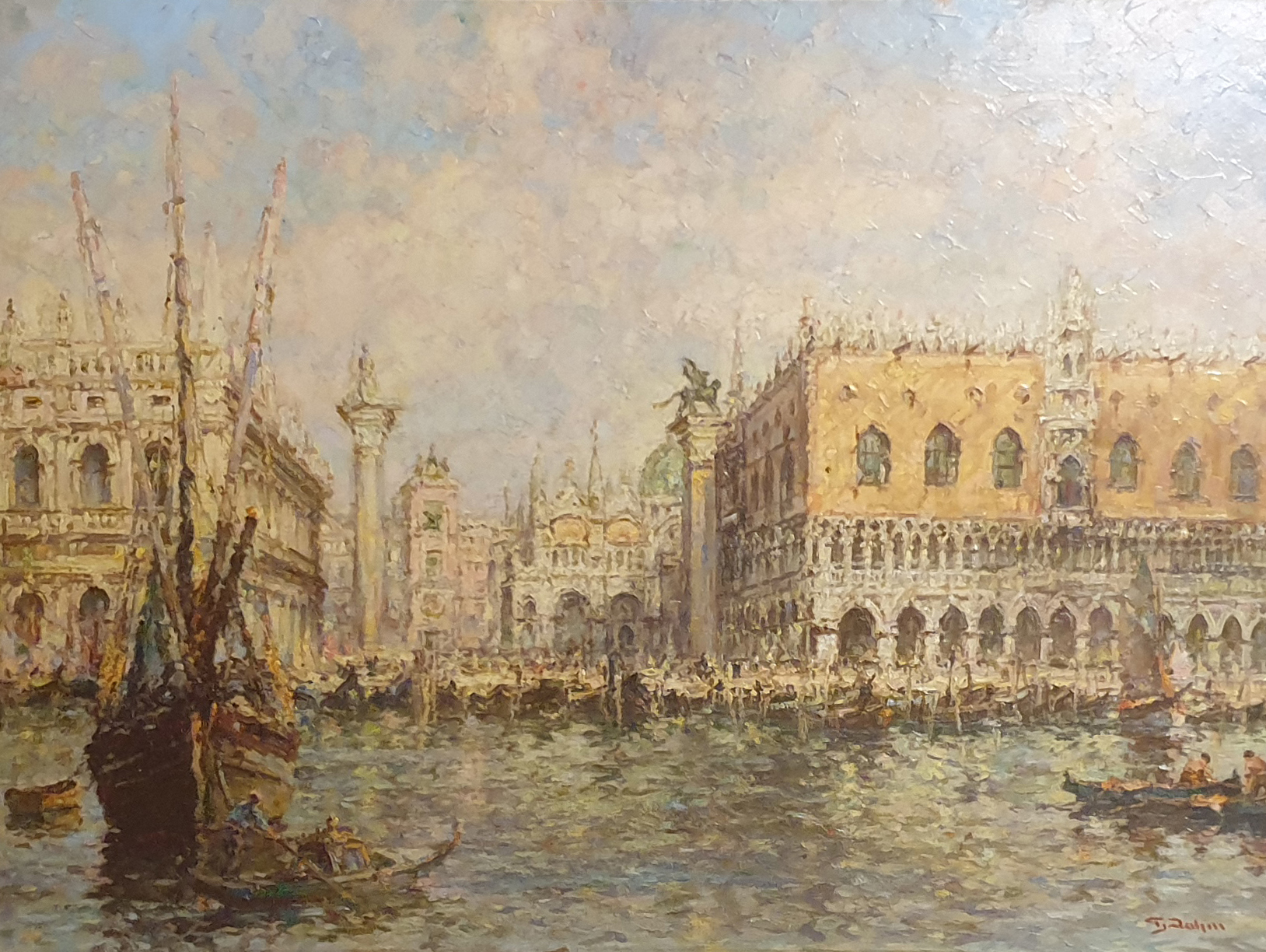
Venedig Markusbecken, Öl auf Leinwand

Über sein Leben ist  sehr wenig bekannt. Er muss wohl die Niederlande, aber auch den Norden Italiens bereist haben, da viele seiner Bilder diese Landschaft widerspiegeln.
Peter Jürgen Dahms Gemälde sind Ansichten europäischer Stadtlandschaften und Landschaften Nord-Italiens und der Niederlande.